# Rundskuedagen 1912
Rundskuedagen 1912 er en dansk film fra 1912 produceret af Nordisk Films Kompagni med dokumentariske optagelser af rundskuedagen i 1912.

## Handling
Diverse klip fra Rundskuedagen 1912: En telefoncentral. Mennesker på gaden. Folkemængde foran Falckstation. Tre prominente herrer kører bort i taxa. Folk samlet omkring en aviskiosk. Mænd med skilte: "Rundskuedagen". Besøg på virksomheder. Omvisning på fabrik.